# Анатоль Яковський
Анатоль Яковський (13 серпня 1907, Кишинів — 24 вересня 1983, XIV округ Парижа) — мистецтвознавець, письменник, колекціонер, поліглот, фахівець з наївного мистецтва. Відомий завдяки пожертвам, які поклали початок Міжнародного музею наївного мистецтва Анатоля Яковського Міжнародного музею наївного мистецтва Анатоля Яковського в Ніцці.
У своєму оточенні Анатоль Яковський буде листуватися з Жаном-Жозефом Санфуршем, прикладом власних сучасних художників, замкнених у ар брюті.
Похований на кладовищі Пер-Лашез (49 дивізіон).